# Carolina Cavalletti Tessari
Carolina Cavalletti Tessari (Gorizia, 1794 – Verona, 1851) è stata un'attrice teatrale italiana.
Moglie di Alberto Tessari, rinomato attore di origini veronesi, nel 1811 entrò nella compagnia di Salvatore Fabbrichesi, ma nel 1816 si trasferì al Teatro del Fondo e poi al Teatro dei Fiorentini nel 1818.
Dal 1840 al 1843 fu prima attrice nella compagnia di Corrado Vergnano.
Di corporatura tozza e piuttosto pingue, dotata di una voce stentorea, era particolarmente efficace nell'interpretazione di sentimenti forti: gelosia, rabbia e furore.